# Aeropuerto de Novokuznetsk-Spichenkovo
El Aeropuerto de Novokuznetsk-Spichenkovo (ruso: Аэропорт Новокузнецк-Спиченково; ICAO: UNWW; IATA: NOZ) es un aeropuerto situado en Siberia, en el óblast de Kémerovo, cercano a la aldea de Spichenkovo. Se encuentra a 312 m sobre el nivel del mar, a 20 km al oeste de Novokuznetsk.
Es el segundo aeropuerto del óblast, junto al de la capital, Kémerovo. Se trata de un aeropuerto de clase II. El espacio aéreo está controlado desde el FIR de Novosibirsk (ICAO: UNNT) 

## Pista
Cuenta con una pista de hormigón en dirección 01/19 de 2.680x45 m (8.792x150 pies).
El aeropuerto tiene tres calles de rodaje: RD-1 de 155x22 metros, RD-2 de 216x22 metros y RD-3 de 163x22 metros. Existe también una pista de rodaje paralela a la pista de aterrizaje con unas medidas de 2.000x49 m (6.561x163 pies).
Tanto la pista como las calles de rodaje tienen clasificación de pavimento PCN 38/R/A/W/T.
Es adecuado para ser utilizado por los siguientes tipos de aeronaves: Il-76T, IL-18, IL-114, Tu-204, Tu-214, Tu-154, Tu-134, Yak-42, Yak-40, AN-12,  An-24, An-26, BAE-125-700, ATR 42 y sus modificaciones, Boeing-737-300, Airbus A319, Airbus A320 y otros tipos de clases III y IV, todos los tipos de helicópteros de día y de noche durante todo el año.

## Plataforma
La plataforma está dividida en función del tamaño de la aeronave:
- Posiciones 1 a 8. 425x142 metros. Para aeronaves del tipo TU-154. Las plazas 5 a 8 están especialmente reservadas para aeronaves de los modelos IL-76, Tu-204 Tu-214, A 319, A-320 y B-737.

- Posiciones 9 a 13. 367,5x100 metros. Para aeronaves de los modelos Yak-40, AN-24, An-26 y otras aeronaves de tamaño menor.

- Posiciones 14 a 16. Reservadas para aeronaves del tipo TU-154 en un área más pequeña.

- Existen también 9 posiciones asfaltadas para el aterrizaje de helicópteros con unas medidas de 18x26 metros.

## Terminal
Terminal de clase "B" con capacidad para 200 pasajeros/hora. Restaurante con capacidad para 97 personas.
Los servicios en tierra son proporcionados por la empresa "OOO AeroKuzbass".

## Compañías y destinos
| Código compañía | Nombre compañía                             | Destinos                                                               |
| --------------- | ------------------------------------------- | ---------------------------------------------------------------------- |
| S7              | S7 Airlines (antigua "Sibir")               | Vuelo diario a Moscú-Domodédovo en ambos sentidos durante todo el año. |
| U6              | Ural Airlines                               | Vuelo diario a Moscú-Domodédovo en ambos sentidos durante todo el año. |
| YAM (ЯМ)        | Alrosa                                      | Anapa, Krasnodar y Jabárovsk en temporada de verano.                   |
| LК              | Kontinent                                   | Anapa y Sochi en temporada de verano.                                  |
|                 | Aerokuzbass, opera helicópteros Mi-2 y Mi-8 |                                                                        |

## Transporte terrestre
El aeropuerto está servido por una empresa de autobuses de Novokuznetsk. El viaje hasta la estación de ferrocarril de Novokuznetsk dura unos 30 minutos. También hay taxis hasta la ciudad con un coste aproximado de unos 500 rublos (unos 15€).
Ciudades cercanas del óblast: Prokópievsk (15 km), Mezhduréchensk (79 km), Kiseliovsk (24 km), Osínniki (38 km), Belovo (77 km), Tashtagol (133 km),  Léninsk-Kuznetski (105 km), Yurga (248 km) o Gúrievsk (81 km) a las se puede llegar en taxi, en líneas de autobuses  o en ferrocarril desde Novokuznetsk.